# Ольховский, Фёдор Иоаннович
Фёдор Иоа́ннович Ольхо́вский (1873 — 4 января 1938) — член IV Государственной думы от Витебской губернии, священник.

## Биография
Сын священника.
По окончании Витебской духовной семинарии (1893) состоял учителем в селе Ильзенберге Режицкого уезда, где похоронен герой Отечественной войны 1812 года генерал-майор Я. П. Кульнев. В 1902 году был переведён в город Велиж учителем городского училища и женской прогимназии, а в 1904 — назначен священником села Хвошно Городокского уезда. Кроме того, до избрания в Государственную думу состоял благочинным 2-го Городокского округа и членом училищного отделения.
В 1912 году был избран членом Государственной думы от Витебской губернии. Входил во фракцию русских националистов и умеренно-правых (ФНУП), после её раскола в августе 1915 — в группу прогрессивных националистов и Прогрессивный блок. Состоял членом комиссий: по запросам, о народном здравии, земельной, по народному образованию и по вероисповедальным вопросам.
В годы Первой мировой войны добровольно состоял священником в полевом подвижном госпитале № 327 (с октября 1914), а затем в 31-м пехотном Алексеевском полку (март—осень 1915).
После революции служил священником в Кресто-Воздвиженской церкви Велижа. 11 октября 1937 года арестован Велижским районным отделом УНКВД. 9 декабря 1937 тройкой УНКВД по Смоленской области приговорён к расстрелу по статье 58-10 УК РСФСР. Расстрелян 4 января 1938 года.
Был женат, имел пятеро детей.